# 황푸 스포츠 센터
황푸 스포츠 센터(중국어: 黄埔体育中心)은 중화인민공화국 광저우시 황푸구에 위치한 다목적 경기장이다. 주로 축구경기가 열린다. 수용 인원은 12,000명이다.